# Решкі (Підляське воєводство)
Решкі (пол. Reszki) — село в Польщі, у гміні Барглув-Косьцельний Августівського повіту Підляського воєводства.
Населення — 190 осіб (2011).
У 1975-1998 роках село належало до Сувальського воєводства.

## Демографія
Демографічна структура станом на 31 березня 2011 року:
|          | Загалом | Допрацездатний вік | Працездатний вік | Постпрацездатний вік |
| -------- | ------- | ------------------ | ---------------- | -------------------- |
| Чоловіки | 88      | 14                 | 58               | 16                   |
| Жінки    | 102     | 23                 | 54               | 25                   |
| Разом    | 190     | 37                 | 112              | 41                   |